# Once in a Long, Long While...
Once in a Long, Long While... es el tercer álbum del proyecto musical Low Roar. Lanzado en 2017 por Nevado Records.

## Música y estilo
Las letras del álbum están inspiradas en el divorcio de Ryan Karazija y su vida como expatriado en Islandia ente otros temas. Sin perder su estilo etéreo y melancólico, en este álbum, Low Roar consigue un sonido más profesional con matices electrónicos y románticos más "bailables", reflejando los viajes de Ryan a países como Islandia, Suecia y México.

## Grabación y producción
Para este álbum, el grupo contó una vez más con la coproducción de Andrew Scheps y Mike Lindsay, también con la participación de varios músicos, incluyendo a Juan Pablo González, Jófríður Ákadóttir (de la banda Pascal Pinon), Laura J Martin, Hannah Peel, Carlos Metta, Anton Patzner y José Villagómez.

## Lista de canciones
| N.º | Título                          | Duración |  |
| 1.  | «Don't Be So Serious»           | 6:13     |  |
| 2.  | «Bones»                         | 2:50     |  |
| 3.  | «St. Eriksplan»                 | 3:41     |  |
| 4.  | «Give Me an Answer»             | 3:43     |  |
| 5.  | «Waiting (10 Years)»            | 4:05     |  |
| 6.  | «Without You»                   | 3:54     |  |
| 7.  | «Gosia»                         | 4:13     |  |
| 8.  | «Once In a Long, Long While...» | 5:17     |  |
| 9.  | «Crawl Back»                    | 4:09     |  |
| 10. | «Poznan»                        | 2:03     |  |
| 11. | «Miserably»                     | 3:55     |  |
| 12. | «13»                            | 5:24     |  |